# Herbert Feigl
Herbert Feigl (14. prosince 1902, Liberec – 1. června 1988, Minneapolis) byl rakouský filosof a člen Vídeňského kruhu.

## Život
Od roku 1922 studoval fyziku a filosofii na Vídeňské univerzitě u Moritze Schlicka, zakladatele Vídeňského kruhu, a v roce 1927 dosáhl doktorátu s prací Náhoda a zákon: epistemologická analýza role pravděpodobnosti a indukce v přírodních vědách. Svou první knihu Teorie a zkušenost ve fyzice vydal v roce 1929. V té době se stal aktivním členem Vídeňském kruhu: byl jedním z mála členů (spolu se Schlickem a Friedrichem Waismannem), kteří vedli dlouhé rozhovory s Ludwigem Wittgensteinem a Karlem Popperem.
V roce 1930, kdy díky mezinárodnímu Rockefellerovu stipendiu pobýval na Harvard University, se Feigl seznámil s fyzikem Bridgmanem, filozofem Quinem a psychologem Stanley Smith Stevensem. V článku z r. 1931, který napsal s Albertem Blumbergem (Logický positivismus: Nové evropské hnutí) prosazoval, aby byl logický positivismus přejmenován na „logický empirismus“ – zdůvodňoval to rozdílem mezi současnou filosofií vědy a starším pozitivismem.
V roce 1931 se Feigl oženil s Marií Kaspar a emigroval do USA, kde se usadil v Iowě a přijal místo na katedře filozofie na tamější univerzitě. V roce 1933 se mu narodil syn Eric Otto. V roce 1940 přijal místo profesora filosofie na univerzitě v Minnesotě, kde zůstal 31 let. Jeho úzký pracovní vztah s Wilfridem Sellarsem dal vzniknout mnoha společným projektům, včetně učebnice Readings in Philosophical Analysis a časopisu Philosophical Studies (který založili v roce 1949). V roce 1953 s pomocí grantu Hillovy nadace založil Minnesotské centrum pro filosofii vědy. V roce 1967 byl jmenován profesorem na univerzitě v Minnesotě.
Feigl odešel do důchodu v roce 1971 a zemřel na rakovinu dne 1. června 1988 v Minneapolis.

## Filosofické názory
Feiglovy názory se příliš neliší od názorů typických pro Vídeňský kruh. Udržel si je i po přestěhování do USA a zůstal jim věrný až do konce života. Jeho přínos k filozofii se soustředí na čtyři otázky:

### Problém indukce a pravděpodobnosti
Podle Feigla v realitě můžeme pozorovat pouze konečné sekvence událostí a induktivně tvořit hypotézy o možnosti jejich vzniku. Indukce je proto nutná pro zdůvodnění pravděpodobnosti, ale pravděpodobnost není nutná pro zdůvodnění indukce. Pravděpodobnost nějaké události má empirický smysl pouze tehdy, pokud ji chápeme jako relativní četnost jejich výskytu v určité třídě událostí.

### Problém mysli a těla
V této otázce Feigl rozvinul názory Moritze Schlicka, které doplnil o pojetí Bertranda Russella. Hypotéza o identitě mentálních a neurofyziologických události by podle něj měla být dokázána stejně jako každá vědecká teorie, čili na základě experimentu a pozorování. Zpočátku jeho teorie nebyla uznávána, protože byla v opozici tehdy populárnímu behaviorismu, ale pak našla uznání zejména u psychologů a analytiků psychologie.

### Problém realismu
V této otázce bylo Feiglovo stanovisko mnohem realističtější než u představitelů instrumentalistické a operacionalistické verze pozitivismu - sám je definoval jako vědecký realismus nebo sémantický realismus. Domníval se, že teoretické pojmy (jako např. síla, foton a gen) téměř nikdy není možné definovat pouze pomocí observačních pojmů, ale mohou se vztahovat na skutečné předměty. Tento názor označoval také termínem strukturální realismus, čímž zviditelňoval možnost uchopení pouze strukturálních vlastností vědeckých teorií.

### Problém empirismu
Byli to Feigl s Albertem Blumbergem, kdo prosazovali náhradu termínu „novopozitivismus“ logickým empirismem (Logical Positivism. A New Movement in European Philosophy. Journal of Philosophy, 1931). Do konce života jej nepřesvědčily Quinovy argumenty o nemožnosti ostrého vymezení teoretických a observačních termínů. Snažil se být věrný myšlenkám logického rekonstrukcionismu, jehož vliv slábl. Nepodporoval názory Paula Feyerabenda, že je třeba oddělit filosofii vědy od praktického bádání. Soudil, že testování a srovnávání různých teorií je možná díky existenci deduktivních vztahů mezi zákony přírody a teoriemi, a také z důvodu relativní neměnnosti a, v jisté aproximaci, přesnosti většiny empirických zákonů.
Ke konci svého života se Feigl vyslovoval pro kritérium smyslu, čímž zmírnil své empirické stanovisko. Podle tohoto názoru jsou mnohá tvrzení metafyziky a teologie smysluplná, ale není důvod si myslet, že jsou pravdivá. Domníval se také, že je nemožné vytvořit jazyk nezávislý na teorii.

## Nejvýznamnější díla
- Wahrscheinslichkeit und Erfahrung (Erkenntnis 1. (1930), s. 249 – 259)
- The „Mental“ and the „Physical“. The Essay and a Postcript (Minneapolis, 1961)
- The Wiener Kreis in America (in: The Intellectual Migration Europe and America, 1930 – 1960, C 1969, s. 630 – 673)
- Empiricism at Bay? (in: Methodological and Historical Essays in the Natural and Social Sciences, Dor 1974, s. 1 – 20)
- No Pot of Message (in: Mid – Twentieth Century American Philosophy. Personal Statements, New York 1974)
- Inquiries and Provocations. Selected Writings, 1929 – 1974 (Dor, 1981)

## České překlady
- Existenční hypotézy: realistické interpretace proti fenomenalistickým (in: Filosofie vědy, Svoboda, Praha 1968)